# Hildórien
Hildórien (Nederlands: Land van de volgers) (Engels: Land of the Followers) is een fictief gebied uit de werken van J.R.R. Tolkien.
In Hildórien, gelegen in het verre oosten van Midden-aarde, ontwaakten de Mensen. De elfen noemde de mensen hildor of volgers omdat ze na de elfen ontwaakt waren. Volgens de overlevering van de Edain had Morgoth de steek bezocht en was begonnen de mensen te corruperen. Om dit te ontsnappen trokken veel mensen weg en kwamen uiteindelijk in Beleriand terecht. Veel mensen sloten zich bij de Noldor die daar woonden aan maar meer nog werden volgelingen van Morgoth en vochten tegen de Noldor.
Aman · Belegaer · Beleriand · Cuiviénen · Eriador · Forod · Gondor · Harad · Hildórien · Mordor · Númenor · Rhovanion · Rhûn